# Paroisse de Wakefield
Pour les articles homonymes, voir Wakefield (homonymie).
La paroisse de Wakefield est à la fois une paroisse civile et un ancien district de services locaux (DSL) canadien du comté de Carleton, située dans l'Ouest du Nouveau-Brunswick. Elle comprend les autorités taxatrices de Wakefield Intérieur et Wakefield Extérieur. Dans le cadre de la réforme de la gouvernance locale du 1er janvier 2023, le territoire du DSL a été réparti entre les villes de Hartland et de Woodstock.

## Toponyme
La paroisse est possiblement nommée ainsi d'après la ville de Wakefield, dans le Yorkshire, en Angleterre. Il existait en 1801, deux ans avant la formation de la paroisse, un village du même nom.

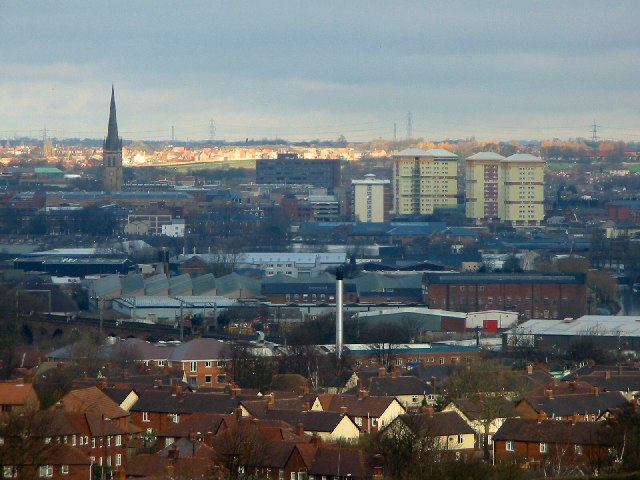
Wakefield, en Angleterre.

## Géographie

### Situation
La paroisse de Wakefield est situé sur la rive droite (ouest) du fleuve Saint-Jean, à 110 kilomètres de route à l'ouest de Fredericton. Le DSL est situé à 2 kilomètres au nord de Woodstock, s'étend à l'ouest jusqu'à la frontière américaine et au nord jusqu'en face d'Hartland.
La paroisse est limitrophe de la paroisse de Woodstock au sud, de la paroisse de Richmond au sud-ouest, de la paroisse de Wilmot et du DSL de Lakeville au nord et de la paroisse de Simonds au nord-est. L'État américain du Maine, plus précisément le comté d'Aroostook, s'étend à l'ouest; la ville de Littleton y est limitrophe de la paroisse. Au-delà du fleuve, à l'est, s'étendent, du nord au sud, la ville de Hartland, la paroisse de Brighton et la paroisse de Northampton. Le DSL de Somerville est enclavé dans le territoire. La ville de Woodstock est située à quelques kilomètres au sud-est.

### Hydrographie
Tous les cours d'eau se déversent dans le fleuve. Le principal est la rivière Meduxnekeag, qui prend sa source au Maine et termine son cours à Woodstock.
Les chutes de Briggs sont situées sur la rivière Medxnekeag Nord, à 30 mètres au nord du pont de la route 540 à Oakville, et ont une hauteur de 3 m. Les chutes Middle Pitch sont situées à près de 200 m en aval du pont et ont une hauteur de 5 m.
Les chutes Jackson, situées sur la rivière Meduxnekeag sous le pont de la route 540 à Jackson Falls, ont une dénivellation totale de 5 m, sur une longueur de près de 200 m.

### Villages et hameaux

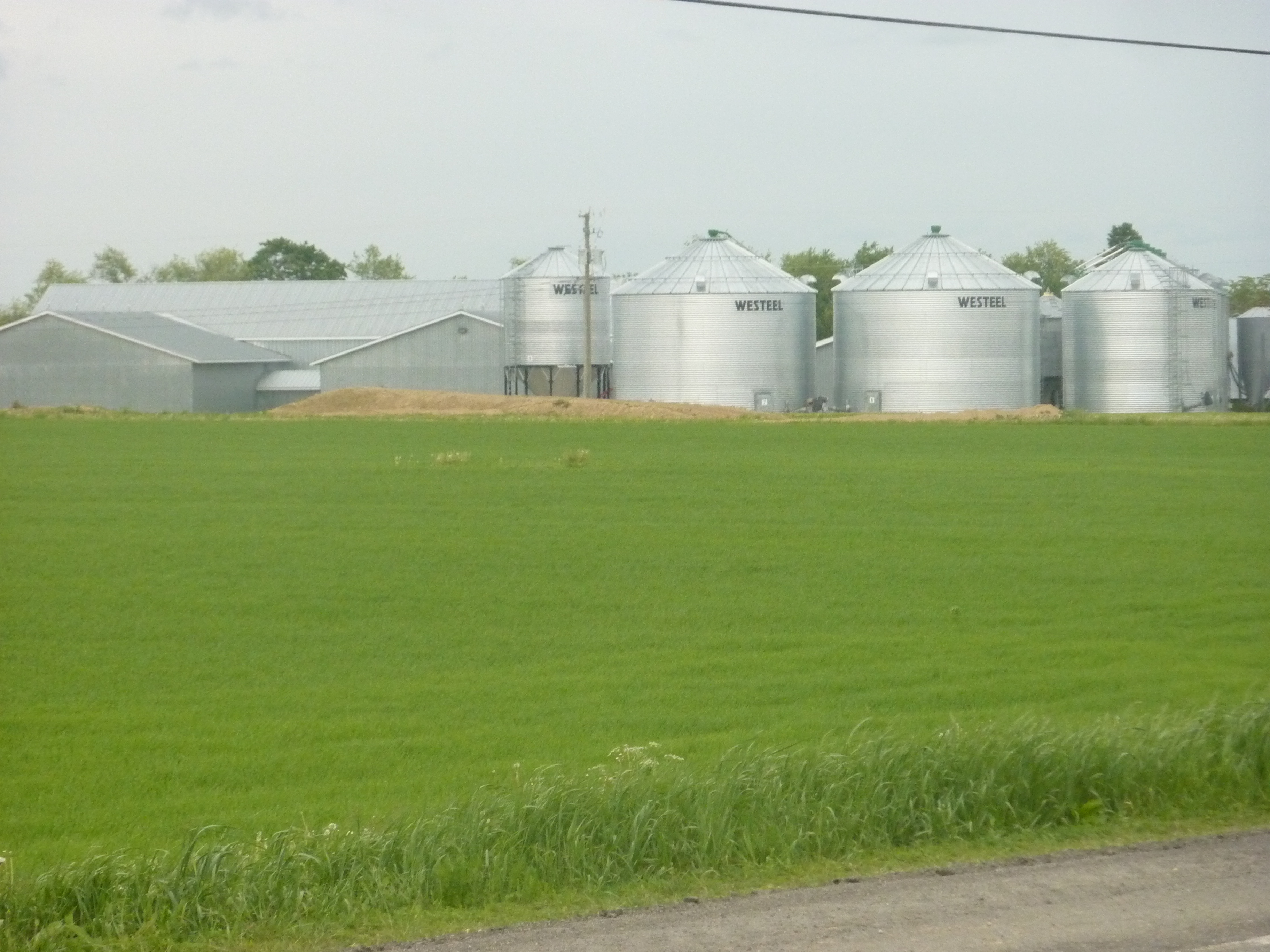
Ferme dans le hameau de Jacksonville

Le principal hameau est Upper Woodstock, situé au bord du fleuve Saint-Jean, près de Woodstock. Un autre hameau important est Somerville, situé en face d'Hartland. Les autres hameaux sont Belleville, Briggs Corner, Hartford, Jacksontown, Lindsay, Oakville, Waterville, Upper Waterville, Lower Waterville et Watson Settlement.

### Géologie
Un esker se trouve au nord du territoire

## Histoire

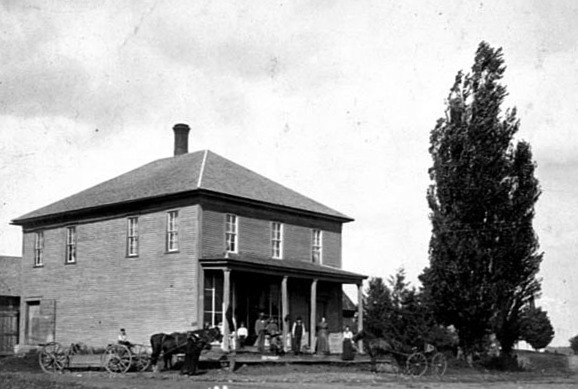
Groupe de personnes devant un magasin de Jacksonville en 1910.

Après la guerre d'indépendance des États-Unis, le 1er Bataillon des volontaires du New jersey, du Colonel James DeLancey, reçu les terres de la région. Les membres loyalistes qui acceptèrent les terres vinrent s'établir à partir de 1784. Selon William F. Ganong, la paroisse est tout d'abord colonisée le long du fleuve par des Loyalistes et des gens de la paroisse de Maugerville, entre 1790 et 1800. La paroisse civile de Wakefield est érigée en 1803.
Jacksontown est fondé vers 1810 par John Jackson, originaire de Woodstock, plus tard rejoint par des néo-brunswickois, des loyalistes et des immigrants de la Nouvelle-Angleterre. Il semble que ce soit le premier établissement de l'arrière-pays du fleuve Saint-Jean. En 1850, le bureau de poste de la partie la plus au sud de l'établissement est renommé Jacksonville.
Le village d'Upper Corner, aujourd'hui appelé Upper Woodstock a été le chef-lieu du comté de Carleton dès sa constitution, en 1832, grâce au Colonel Richard Ketchum, qui donna des terres pour la construction des édifices publics. Vers la fin du XIXe siècle, les différents édifices administratifs furent graduellement transférés vers Creek Village, aujourd'hui appelé Woodstock. Ce village devenait graduellement le centre industriel et commercial du comté. Le bureau d'enregistrement avait déjà été déplacé en 1884 et le palais de justice ayant besoin de réparations majeures, le conseil municipal décida après de longues et vives délibérations, en 1909, de construire un nouveau palais de justice à Woodstock et donc transférer le statut de chef-lieu.

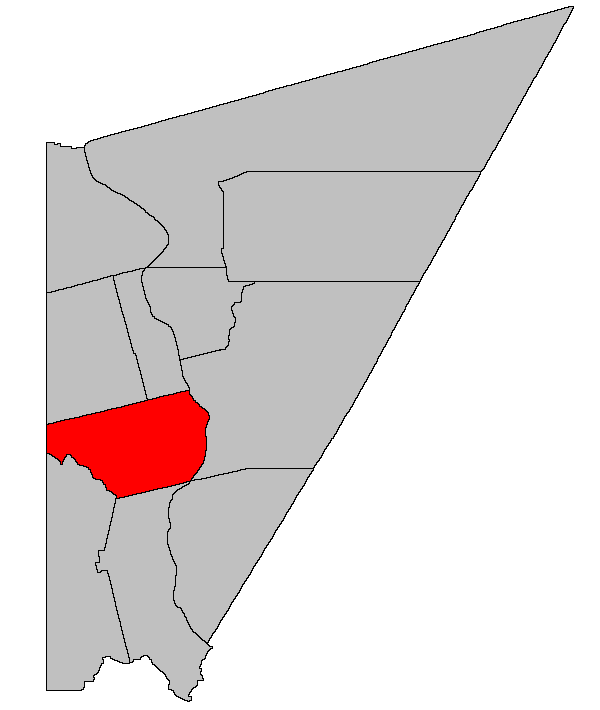
Situation sur une carte des paroisses civiles du comté de Carleton (certains DSL et municipalités ne sont donc pas montrés).

- 1803: Érection de la paroisse de Wakefield dans le comté d'York.
- 1833: Création du comté de Carleton à partir d'une portion du comté d'York, dont la paroisse de Wakefield. Création de la paroisse de Brighton à partir d'une portion de la paroisse de Wakefield.
- 1842: Création de la paroisse de Simonds à partir d'une portion de la paroisse de Wakefield.

La municipalité du comté de Carleton est dissoute en 1966. La paroisse de Wakefield devient un district de services locaux en 1967.

## Démographie
(août 2016).
Il y avait 2 703 habitants en 2006 contre 2 658 en 1996, soit une hausse de 1,7 % en 10 ans. Au regard de la population, Wakefield se classe au 52e rang de la province.
| 2001  | 2006  | 2011  | 2016  |
| ----- | ----- | ----- | ----- |
| 2 657 | 2 703 | 2 814 | 2 767 |

## Administration

### Commission de services régionaux
La paroisse de Wakefield fait partie de la Région 12, une commission de services régionaux (CSR) devant commencer officiellement ses activités le 1er janvier 2013. Contrairement aux municipalités, les DSL sont représentés au conseil par un nombre de représentants proportionnel à leur population et leur assiette fiscale. Ces représentants sont élus par les présidents des DSL mais sont nommés par le gouvernement s'il n'y a pas assez de présidents en fonction. Les services obligatoirement offerts par les CSR sont l'aménagement régional, l'aménagement local dans le cas des DSL, la gestion des déchets solides, la planification des mesures d'urgence ainsi que la collaboration en matière de services de police, la planification et le partage des coûts des infrastructures régionales de sport, de loisirs et de culture; d'autres services pourraient s'ajouter à cette liste.

### Représentation et tendances politiques
Nouveau-Brunswick: La majeure partie de Wakefield est comprise dans la circonscription provinciale de Woodstock, qui est représentée à l'Assemblée législative du Nouveau-Brunswick par David Alward, du Parti progressiste-conservateur. Il fut élu en 1999 puis réélu en 2003, en 2006 et en 2010. Des petits secteurs du nord de la paroisse font plutôt partie de la circonscription provinciale de Carleton, qui est représentée par Dale Graham, du Parti progressiste-conservateur. Il fut élu en 1993 puis réélu depuis ce temps.
 Canada: Wakefield fait partie de la circonscription électorale fédérale de Tobique—Mactaquac, qui est représentée à la Chambre des communes du Canada par Michael Allen, du Parti conservateur. Il fut élu lors de la 39e élection générale, en 2006, et réélu en 2008.

## Économie
Entreprise Carleton, membre du Réseau Entreprise, a la responsabilité du développement économique.
Le fabricant de croustilles Covered Bridge Chips est implanté à Waterville. L'usine est ouverte aux visiteurs.

## Vivre dans la paroisse de Wakefield
Le DSL est inclus dans le territoire du sous-district 8 du district scolaire Francophone Nord-Ouest. Les écoles francophones les plus proches sont à Grand-Sault. Cette ville compte aussi un campus du CCNB-Edmundston alors qu'il y a une université à Edmundston même.
L'Hôpital du Haut de la Vallée de Waterville dessert la ville de Woodstock et le comté de Carleton. Il compte 45 lits, a un service d'urgence ouvert 24/7 et offre une gamme importante de soins médicaux.
Wakefield bénéficie du Club de golf Covered Bridge, un parcours de 18 trous.
L'église St. Mark's de Jackson Falls est une église anglicane.
Le détachement de la Gendarmerie royale du Canada et le bureau de poste les plus proches sont à Hartland.
Les anglophones bénéficient des quotidiens Telegraph-Journal, publié à Saint-Jean, et The Daily Gleaner, publié à Fredericton. Ils ont aussi accès au bi-hebdomadaire Bugle-Observer, publié à Woodstock. Les francophones ont accès par abonnement au quotidien L'Acadie nouvelle, publié à Caraquet, ainsi qu'à l'hebdomadaire L'Étoile, de Dieppe.

## Culture

### Personnalités
- Benjamin Franklin Smith (1865-1944), marchand et homme politique, né à Jacksonville.

### Lieux et monuments
L'ancien palais de justice du comté de Carleton fut construit en 1833 pour desservir le nouveau comté de Carleton. Le bâtiment a été restauré durant les années 1960 par la Société historique du Comté de Carleton. Il est aujourd'hui ouvert aux visiteurs et des spectacles y sont organisés.
L'ancien magasin et taverne d'Upper Woodstock est un site historique provincial. On connait peu de chose sur ce bâtiment, mais il est l'un des mieux conservés du début du XIXe siècle.